# Luján (fiume)
Il Luján (Río Luján in spagnolo) è un fiume argentino, affluente in destra orografica del Río de la Plata, che scorre interamente dentro i confini della provincia di Buenos Aires.
Il nome del corso d'acqua origina dal capitano spagnolo Pedro de Luxán che morì combattendo contro i nativi lungo le sue sponde.

## Percorso
Il fiume nasce nel partido di Suipacha dall'unione dei torrenti El Durazno e Los Leones, scorrendo poi verso nord-est lambendo la città di Mercedes e attraversando Luján dove interseca la strada nazionale 7. Continua il suo percorso toccando i confini nord-occidentali dell'area metropolitana bonaerense intersecando la strada nazionale 8 e l'autostrada Buenos Aires-Rosario. Nei pressi del margine meridionale del delta del Paraná, il Luján forma un'ansa verso sud-est scorrendo in parallelo a quest'ultimo fiume e lambendo una serie di cittadine rivierasche come Tigre, San Fernando e Victoria dove sfocia nel Río de la Plata. Presso la cittadina di Tigre riceve in destra orografica il Reconquista.